# Piotr Michałowski (poeta)
Piotr Bogdan Michałowski (ur. 1955 w Bydgoszczy) – polski poeta, eseista, krytyk literacki i teatralny, profesor Uniwersytetu Szczecińskiego.
Ukończył filologię polską na UAM w Poznaniu oraz Podyplomowe Studium Bibliotekarskie na Uniwersytecie Wrocławskim. Doktorat uzyskał na UAM w Poznaniu, a habilitację w Instytucie Badań Literackich PAN. W latach 1982–1993 pracował jako bibliotekarz, później został zatrudniony na Uniwersytecie Szczecińskim jako nauczyciel akademicki, teoretyk literatury współczesnej. Debiutował na łamach krakowskiego dwutygodnika „Student”. Artykuły, szkice i recenzje publikuje w czasopismach naukowych i literackich, jak: „Pamiętnik Literacki”, "Tekstualia", „Teksty Drugie”, „Polonistyka”, „Literatura na Świecie”, „Odra”. Jest współzałożycielem Szczecińskiego Dwumiesięcznika Kulturalnego „Pogranicza”, a także redaktorem serii Tablice w Wydawnictwie Forma. Mieszka w Szczecinie.

## Dzieła
Książki naukowe
- Miniatura poetycka (Szczecin 1999)
- Granice poezji i poezja bez granic (Szczecin 2001)
- Opracowanie i wstęp do wydanego w serii "Biblioteka Polska" poematu Tuwima Kwiaty polskie (Kraków 2004)
- Głosy, formy, światy. Warianty poezji nowoczesnej. Kraków 2008
- Mikrokosmos wiersza. Interpretacje poezji współczesnej Kraków 2012
- Narożnikowo, centralnie, pogranicznie. Szkice szczecińskie i europejskie. Szczecin 2014

Poezja
- Poemat w czerwieni (Poznań 1984, w drugim obiegu)
- Powidok powietrza (Szczecin 1994)
- Li(me)ryczny plan Szczecina (Szczecin 1998) zbiór limeryków
- Głosem prawie cudzym (z poezji okołokonferencyjnej) (Kraków 2004) pastisze
- Rytmy, albo wiersze na czas (Bydgoszcz 2007)
- Pierwowzory i echa (Od Kochanowskiego do Barańczaka). Kraków: "Miniatura", 2009. - 172 s.
- Cisza na planie (Szczecin 2011)
- Obrót rzeczy (opowiadanie) – "Antologia Prozy Współczesnej" - 2014)